# Ben Saul
Ben Saul (geb. vor 1980) ist ein australischer Rechtswissenschaftler. Er ist Hochschullehrer und als Anwalt international tätig. Seine Spezialgebiete sind das humanitäre Völkerrecht und die Menschenrechte. Er ist seit 2023 UN-Sonderberichterstatter zu Menschenrechten bei der Bekämpfung von Terrorismus.

## Ausbildung
Nach einem Studium in australischer Literatur und Geschichte absolvierte Ben Saul ein Studium der Rechtswissenschaften an der University of Sydney, wo er einen Bachelor und einen LL.B. erwarb. Er promovierte 2004 am Magdalen College der University of Oxford.

## Karriere
Seit 2007 lehrt Ben Saul als Challis Professor für internationales Recht an der University of Sydney. Er hat eine Zulassung als Barrister in New South Wales. Seine Forschungsschwerpunkte sind Internationales Recht, insbesondere die Rechtsprobleme bei der Terrorbekämpfung, Menschenrechte und das Humanitäre Völkerrecht.
Saul veröffentlichte zahlreiche Artikel in verschiedenen internationalen Fachjournalen und ist Autor des renommierten Standardwerks Defining Terrorism in International Law.
2019 war er Gough Whitlam and Malcolm Fraser Visiting Professor of Australian Studies an der Harvard University und war Associate Fellow des Chatham House in London wie des International Centre for Counter-Terrorism in Den Haag. Er lehrte als Gastprofessor am Max-Planck-Institut für Internationales Recht in Heidelberg und am Raoul Wallenberg Institute of Human Rights in Lund.
Ben Saul war auch an vielen völkerrechtlichen Verfahren beteiligt wie den Prozessen vor dem Internationalen Strafgerichtshof für das ehemalige Jugoslawien, dem Sondertribunal für den Libanon, dem Rote-Khmer-Tribunal und auch Verfahren, die der UN-Menschenrechtsausschuss gegen Australien durchführte, beispielsweise wegen des Vorwurfs des menschenrechtswidrigen Umgangs mit Flüchtlingen.
Im November 2023 wurde Saul als Nachfolger der Irin Fionnuala Ní Aoláin zum Sonderberichterstatter zur Menschenrechtssituation bei der Terrorismusbekämpfung.

## Sonstige Aufgaben
- Mitglied des International Committee for the Compensation of Victims of War der International Law Association
- Präsident des Refugee Advice and Casework Service
- Vizepräsident der australischen Sektion der International Law Association
- Vizepräsident des PEN-Verbands Sydney
- Vorstandsmitglied der Australian Lawyers for Human Rights
- Mitglied des Menschenrechtskomitees von New South Wales[2]

## Auszeichnungen
- 2022 Fellow der Academy of the Social Sciences in Australia[7]
- Australian Research Council Future Fellow
- 2023 Wahl in den Senat der University of Sydney[8][9]

## Veröffentlichungen (Auswahl)
- mit S. Chesterman und H. Owada (Hrsg.): The Oxford Handbook on International Law in Asia and the Pacific. Oxford University Press 2020, ISBN 978-0-19-879385-4.
- mit D. Akande (Hrsg.): The Oxford Guide to International Humanitarian Law. Oxford University Press 2020, ISBN 978-0-19-885530-9.
- mit D. Kinley und J. Mowbray: Oxford Commentary on the International Covenant on Economic, Social and Cultural Rights. Oxford University Press 2014, ISBN 978-0-19-964030-0.
- Documents in International Law: Terrorism, Hart Publishing, Oxford University Press, Oxford 2010, ISBN 0-19-929597-2.
- mit T. Stephens und al.: Climate Change and Australia: Warming to the Challenge. Federation Press: Sydney 2010, ISBN 978-1-86287-872-3.
- mit H. Nasu (Hrsg.): Human Rights in the Asia-Pacific Region: Towards Institution Building. Routledge-Cavendish: Abindgon 2010, ISBN 978-0-415-85948-6.
- Defining Terrorism in International Law, Oxford University Press – Monographs in International Law Series: Oxford 2006, ISBN 0-19-929597-2.
- mit M. Crock und A. Dastyari: Future Seekers II: Refugees and Irregular Migration in Australia. Federation Press: Sydney 2006, ISBN 978-1-86287-602-6.
- mit M. Crock: Future Seekers: Refugees and the Law in Australia. Federation Press and the Law and Justice Foundation of NSW: Sydney (2002)
- Vision and priorities – Report of the Special Rapporteur on the promotion and protection of human rights and fundamental freedoms while countering terrorism, 17. Januar 2024
- Report of the Special Rapporteur on the promotion and protection of human rights and fundamental freedoms while countering terrorism, 10. Oktober 2023